# Ascophora (briozoaire)
 (août 2025).
Si vous disposez d'ouvrages ou d'articles de référence ou si vous connaissez des sites web de qualité traitant du thème abordé ici, merci de compléter l'article en donnant les références utiles à sa vérifiabilité et en les liant à la section « Notes et références ».
Infra-ordre
Ascophora est un infra-ordre des bryozoaires

## Classification
- Infra-ordre Ascophora
  - Section Acanthostegomorpha
    - Superfamille Cribrilinoidea
      - Famille Cribrilinidae
      - Famille †Lekythoglenidae
      - Famille Euthyroididae
      - Famille Polliciporidae

    - Superfamille Bifaxarioidea
      - Famille Bifaxariidae
      - Famille †Platyglenidae
      - Famille Mixtopeltidae

    - Superfamille†Scorioporoidea
      - Famille †Scorioporidae
      - Famille †Nephroporidae

    - Superfamille Catenicelloidea
      - Famille Catenicellidae
      - Famille †Concatenellidae
      - Famille Eurystomellidae
      - Famille Savignyellidae
      - Famille Petalostegidae

  - Section Hippothoomorpha
    - Superfamille Hippothooidea
      - Famille Hippothoidae
      - Famille Chorizoporidae
      - Famille Trypostegidae
      - Famille Pasytheidae

    - Superfamille †Dysnoetoporoidea
      - Famille †Dysnoetoporidae

  - Section Umbonulomorpha
    - Superfamille Arachnopusioidea
      - Famille Arachnopusiidae
      - Famille Exechonellidae

    - Superfamille Adeonoidea
      - Famille Adeonidae
      - Famille Adeonellidae
      - Famille Inversiulidae

    - Superfamille Pseudolepralioidea
      - Famille Pseudolepraliidae

    - Superfamille Lepralielloidea
      - Famille Dhondtiscidae
      - Famille Bryocryptellidae
      - Famille Romancheinidae
      - Famille †Sfeniellidae
      - Famille Umbonulidae
      - Famille Tessaradomidae
      - Famille Hincksiporidae
      - Famille Sclerodomidae
      - Famille Metrarabdotosidae

    - Superfamille Chlidoniopsoidea
      - Famille Chlidoniopsidae

  - Section Lepraliomorpha
    - Superfamille Smittinoidea
      - Famille Smittinidae
      - Famille Bitectiporidae
      - Famille Watersiporidae

    - Superfamille Schizoporelloidea
      - Famille Schizoporellidae
      - Famille Stomachetosellidae
      - Famille Tetraplariidae
      - Famille †Bryobaculidae
      - Famille Phorioppniidae
      - Famille Porinidae
      - Famille Margarettidae
      - Famille Myriaporidae
      - Famille Hippopodinidae
      - Famille Pacificincolidae
      - Famille Hippaliosinidae
      - Famille †Duvergieriidae
      - Famille Gigantoporidae
      - Famille Lanceoporidae
      - Famille Cheiloporinidae
      - Famille Cryptosulidae
      - Famille Actisecidae
      - Famille Teuchoporidae
      - Famille Echinovadomidae
      - Famille Phoceanidae
      - Famille Mawatariidae
      - Famille Vicidae
      - Famille †Cheilhorneropsidae
      - Famille Microporellidae
      - Famille Calwelliidae
      - Famille Petraliidae
      - Famille Petraliellidae
      - Famille Cyclicoporidae
      - Famille Lacernidae
      - Famille Escharinidae
      - Famille Acoraniidae
      - Famille Buffonellodidae
      - Famille Jaculinidae
      - Famille Eminooeciidae

    - Superfamille Urceoliporoidea
      - Famille Urceoliporidae
      - Famille †Prostomariidae

    - Superfamille Didymoselloidea
      - Famille Didymosellidae

    - Superfamille Euthyriselloidea
      - Famille Euthyrisellidae

    - Superfamille Siphonicytaroidea
      - Famille Siphonicytaridae

    - Superfamille Mamilloporoidea
      - Famille Mamilloporidae
      - Famille Crepidacanthidae
      - Famille Cleidochasmatidae
      - Famille Ascosiidae

    - Superfamille Celleporoidea
      - Famille Celleporidae
      - Famille Torquatellidae
      - Famille Hippoporidridae
      - Famille Phidoloporidae

    - Superfamille Conescharellinoidea
      - Famille Conescharellinidae
      - Famille Batoporidae
      - Famille Lekythoporidae
      - Famille Orbituliporidae
      - Famille †Cuvillieridae